# بروتوكولات حكماء صهيون
بروتوكولات حكماء صهيون أو قواعد حكماء صهيون هي وثيقة،  تتحدث عن خطة لغزو العالم أُنشِئت من قِبَل اليهود وهي تتضمن 24 بروتوكولاً. يُعتقد أن ماثيو جولوڤينسكى مُخبر من الشرطة السياسية القيصرية كتَبَ هذه الوثيقة في عام 1901 وكانت مُستوحاة من كتاب حوار في الجحيم بين مونتسكيو وميكافيلي للمؤلف موريس چولى الذي يُشير في كتابه إلى وجود خطة زائفة ومُسبقة لغزو العالم من قِبَل نابليون الثالث وقد تم تطويرها من مجلس حكماء اليهود بهدف تدمير المسيحية والهيمنة على العالم.
يحتوى هذا الكتاب على عدّة تقارير تكشف خطة سرية للسيطرة على العالم، تعتمد هذه الخطة على العنف والحِيَل والحروب والثورات وترتَكز على التحديث الصناعي والرأسمالية لتثبيت السلطة اليهودية. في العشرينيات من القرن الماضي واجهت ألمانيا صعوبات اقتصادية، مما جعل أدولف هتلر يربط بينها وبين مخطط اليهود للسيطرة على العالم والذي كان مستحوذاً على تفكيره آنذاك وقد تبين ذلك من خلال كتابه "ماين كامپف" أو كفاحي الذي فسر فيه نظرية المؤامرة اليهودية من وجهة نظره فنَتَجَت عن ذلك المذابح التي تَعَرض لها اليهود في ألمانيا النازية والمعروفة باسم ليلة الكريستال وأصبح ذلك الكتاب في يومنا هذا رمزاً لمعاداة السامية.
وقد أصدر الباحث اليهودى نورمان كوهين كتابه إنذار بالإبادة الذي يُوُضّح فيه أن أسطورة الهيمنة العالمية هي فكرة فرنسية ظهرت خلال القرن التاسع عشر ولم تتضمن أي إشارة تُدين اليهود.
 إن بروتوكولات حكماء صهيون وقد تُسمى أحياناً البرنامج اليهودى لغزو العالم ظهرت في وقتين ونسختين متقاربتين: أولا: في عام 1901 م: نُشِرَت لأول مرة في روسيا بجريدة زناميا في مدينة سانت بطرسبرغ وقد طُبِعَت بناء على طلب من القيصر نيكولا الثاني وأوكرانا الشرطة السرية ل الإمبراطورية الروسية بهدف تعزيز السياسات المعادية للسامية، ثانياً: في عام 1905 م: نُشِرَت في نسخة كاملة بواسطة سيرج نيلوس، وفي الخمس سنوات التالية دارت البروتوكولات في دائرة مُقَيّدة بين الشرطة السرية والمعاديين للسامية في روسيا، ثم قاموا بترجمتها إلى اللغة الألمانية منذ 1909 م، وقُرِأَت في اجتماع البرلمان في فيينا، وبعد اندلاع الثورة الروسية 1917 م وفرار الكثير من معارضين الثورة إلى أوروبا الغربية، وَسِعَ مجال تأثير البروتوكولات ومع ذلك لم تصبح معروفة دولياً إلا في عام 1920 م عندما انتشرت في ألمانيا (في يناير) وتُرجِمت إلى عدّة لغات منها اللغة الإنجليزية (في فبراير) ثم إلى اللغة الفرنسية.

## تاريخها

### نشأتها
كان ماثيو جولوڤينسكى يعلم جيداً تخطيطات الدعاوة التي تم عملها بواسطة وزارة الاعلام في سانت بطرسبرغ عام 1890م والتي كانت تُوَجَه من قِبَل ميشال سولوفييف وهو أحد معادين السامية الذي جعل من جولوڤينسكي خليفاً له،
نُفِىَ إلى باريس وعمل في لو فيغارو مع شارلز جولى (و هو ابن موريس چولى) وقدم الكثير من المساعدات للشرطة السياسية الروسية «أوكرانا» في فرنسا.

أثارت سياسة التمييز ضد اليهود من قِبَل نيكولا الثاني النقد. ولكن اراد بعض الروس المعادين للسامية في المنفى تعزيز وتأييد سياسة الإمبراطور وتشجيعه على التشدد مع اليهود.

في عام 1897 م قامت اوكرانا بعملية سطو على فيلا الفسيولوجى والصحفى الروسي أيلي دي سيون وسَمَحَت بمصادرة عدد كبير من الأوراق وبما في ذلك كُتَيب سياسى ضد الكونت ويت، الذي كَتَبهُ سيون بواسطة حوار في الجحيم بين ميكافيل ومونتسكيو للكاتب الفرنسي موريس چولى والذي أثر بكتابته على محتوى البروتوكولات.
و هكذا قام راتشكوڤسكي (رئيس مكتب العلاقات الخارجية باوكرانا) بمكافحة البروتوكولات، ثم تم توثيق كل ما عُثِرَ عليه داخل الفيلا من قِبَل وزارة الداخلية، رغم تحفظات مستشار القيصر سيرج ويت فكان يريد دليلاً قاطعاً وحاسماً على مخططات اليهود للسيطرة على العالم والذي يستند فيها اليهود على التحديث الصناعي والمالى.
نُشِرَت بروتوكولات حكماء صهيون في نسختها الأمريكية على هيئة مقالات بجريدة ديربورن اندبندنت التي كان يمتلكها هنري فورد تحت بعنوان اليهودى العالمى... أخطر مشكلة وذلك عام 1920 م، ثم أعاد فورد نشرها في كتاب وصل توزيعه إلى 500,000 نسخة، منذ أن طُرِحَت هذه البروتوكولات على الساحة العامة وهي في موضِع الشكوك وقد كَثُرَت التساؤلات عن مدى صحتها... في عددها الصادر يوم 8 مايو 1920 م قامت جريدة تايمز بلندن بكتابة مقال افتتاحى تحت عنوان «الخطر اليهودي..كُتُيِباً مزعجاً.. طُلب للتحقيق»، وصدر هذا المقال في الوقت الذي كان مؤيدو السلطة في روسيا على وشك خسارة الحرب الاهلية عام 1918 م وفي نفس الوقت الذي يخطط فيه رئيس الوزراء البريطانى لويد جورج للتفاوض مع البلاشفة، فكان يتوجب على الثابتين من الحزب المحافظ أن يُشَوِهوا سُمعة رؤساء الكرملين الجُدد، وفي نفس العام نَشَرَت صحيفة لندن بوست 18 مقالاً عن المؤامرة اليهودية، وقام ڤيكتور ماردسن «أحد الصحفيين بجريدة بوست» بترجمة البروتوكولات إلى اللغة الإنجليزية وكتب مُقدمة تهاجم اليهود ووصفهم من وجهة نظره أنهم يشعلون الحروب والثورات بهدف الاستيلاء على السلطة خلال حالة الفوضى التي يعملون بدأب وإصرار كى تَعُم العالم.
وفي 17 أغسطس 1921 م، أعلَنَت جريدة تايمز خطأها عن كتابة المقال وخاصة بعد إجراء تحقيق صحفي عام 1921 م حول مصداقية هذه الكتابات التي قامت به صحيفة التايمز اللندنية واستخلص إلى أن المقالات هي تزوير أدبي لكتاب فرنسي  وتم نشر سلسلة من المقالات التي وصفت عملية التزوير، ونشرت مقال آخر تحت عنوان «نهاية البروتوكولات»، لكنها لم تستطيع إقناع الكثير من الناس، بما أن الموضوعات التي تتضمن البروتوكولات استُأنفت على مدار السنوات التالية في الكثير من الكتب (العلوم الزائفة، الجدلية أو الخيالية) المعادية للسلام التي نُشِرَت في جميع أنحاء أوروبا.
 في نفس السنة - أي عام 1921 - تم طبع النص الكامل للبروتوكولات في الولايات المتحدة، وفي عام 1934 قام الطبيب السويسري زاندر Dr. A. Zander بنشر سلسلة من المقالات يصف فيه البروتوكولات بأنها حقيقة تاريخية، ولكنه تعرض للمحاكمة لنشره تلك المقالات.
 وخلال الثمانينيات من القرن الماضي.

### في عصر البلاشفة

حسب نظرية المؤامرة تم استخدام البروتوكولات ضد البلاشفة تم استعملها البلاشفة ضد اليهود.

ظهرت العديد من نظريات المؤامرة المتعلقة بمنشأ البروتوكولات وهناك أيضا نظريات مؤامرة داخل كل نظرية مؤامرة شبيهة بأسلوب بعض الروائيين باستعمال الحلم داخل الحلم في الحبكة الروائية. هناك اعتقاد أن الشرطة السرية للإمبراطورية الروسية قامت بصورة متعمدة بنشر كتيب جون ريتكلف عن البروتوكولات لأنها وجدتها مفيدة لتقليل نفوذ الحركات الثورية ضد الأمبراطورية والحيلولة دون اتحاد اليهود مع البلاشفة ضد حكم القيصر نيكولاس الثاني وقامت الشرطة السرية القيصرية أيضاً وحسب التيار المُشكك بالبروتوكولات باستخدام أحد رجال الدين الروس واسمه سيرغي نيلوس (Sergei Nilus) بنشر البروتوكولات بصورة غير مباشرة في كتابه "مجيء الدجال وحكم الشيطان" في عام 1905 وفي هذا الكتاب ذكر نيلوس أن البروتوكولات تم إقرارُها في المؤتمر العالمي الأول للصهيونية في بازل.
وكجزء من الحلم داخل الحلم أو المؤامرة داخل المؤامرة فإن البلاشفة الذين تم استعمال البروتوكولات لإضعافهم قاموا باستخدامها لنشر الكراهية ضد اليهود لكن الحقائق التاريخية تُشير إلى أن الكتاب انتشر بكثرة بعد الترجمة للغة الإنجليزية الذي قام بها الصحفي البريطاني فكتور مارسدين في عام 1921 الذي كان مسجوناً في معتقلات البلاشفة أثناء تغطيته الإعلامية للثورة البلشفية وأضاف إلى الترجمة مقولات لرئيس المنظمة الصهيونية العالمية حايم وايزمان، وفي نفس السنة قام هنري فورد في الولايات المتحدة بدعم طبع نصف مليون نسخة من الكتاب وصرح فورد «أن البروتوكولات مطابقة لما يجري في العالم لحد هذا اليوم».
تم إعادة طبع كتاب بروتوكولات حكماء صهيون عدة مرات في الاتحاد السوفيتي وحتى بعد انهيار الاتحاد السوفيتي في روسيا حتى عام 1993 عندما أصدرت محكمة في موسكو قراراً باعتبار البروتوكولات عملاً مزوراً وسيكون هناك غرامة مالية لأية جهة تحاول نشر أفكار بان البروتوكولات حقيقية، لكن في عام 2003 وبمناسبة مرور 100 عام على صدور البروتوكولات قامت الصحيفة الأسبوعية الروسية Argumenty i fakty بكتابة مقال ورد فيه مقتطفات من البروتوكولات مع تعليق نصه: «لا يهم إن كانت البروتوكولات حقيقة أم تزوير ولكنها مطابقة لما يجري في أوروبا الآن»

### في عهد النازية
هناك اعتقاد سائد من قبل التيار المُشكك في بروتوكولات حكماء صهيون أن النازية استعملت البروتوكولات في حملتها الدعائية ضد اليهود وفي عمليات الهولوكوست واستناداً إلى المؤرخة الأمريكية نورا ليفين فان هتلر استخدم البروتوكولات كحُجة لإبادة اليهود وتم ذكر البروتوكولات أيضاً في كتاب كفاحي حيث كتب هتلر «إن البروتوكولات تظهر بشكل واضح بأن تاريخ اليهود مُستَنَد إلى حد كبير على الأكاذيب والتزوير وأن هناك مخاوف حقيقية من نشاطات اليهود وأهدافهم».
في عام 1934 قام طبيب من النمسا واسمه زاندير Dr. A. Zander والذي كان عضواً في منظمة نازية من النمسا بنشر سلسلة من المقالات يحاول فيها نشر فكرة أن البروتوكولات حقيقية وقدم مجموعة من الوثائق لتأكيد مزاعمه إلا انه تم رفع دعوى قضائية عليه بتهمة تقديم وثائق مزورة وبدأت جلسات محاكمته في أكتوبر 1934 ووجدت المحكمة أن البروتوكولات لا وجود لها وأن كتابات زاندير هو تزوير للتاريخ وتم فرض غرامة مالية على زاندير وفي نفس السنة جرت جلسات محاكمة مشابهة بسبب البروتوكولات وقضت المحكمة في جنوب أفريقيا في عام 1934 على ثلاثة من الصحفيين غرامة مالية قدرُها أربع دولارات ونصف بسبب نشرهم لوثائق مزورة تحاول اثبات وجود البروتوكولات.

## نص البروتوكولات
حسب المؤرخ الروسي ميخائيل ليبيخين Mikhail Lepekhine فإن مؤلف البروتوكولات بشكله الحالي المثير للجدل هو ماثيو جولوفينسكي Mathieu Golovinski روسي والذي كان يعمل كعميل مزدوج للإمبراطورية الروسية والبلاشفة والذي انتمى فيما بعد إلى منظمة الأخوة المقدسة Holy Brotherhood التي كانت معادية للسامية 

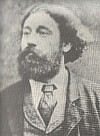
موريس جولي مؤلف حوار في جهنم بين ميكافيلي ومونتيسكيو

حسب التحقيقات الصحفية التي قامت بها صحيفة التايمز اللندنية عام 1921 م هو الاعتقاد الراسخ لدى التيار الذي ينكر حقيقة هذه البروتوكولات فإن هذه البروتوكولات تم اقتباسها وتزويرها وتحريفها من كتيب ذو طبع نقدي لاذع من الطموحات السياسية لإمبراطور فرنسا نابليون الثالث حيث قام المحامي الفرنسي موريس چولى(1829 م - 1878 م) بتأليف كتيب بعنوان «حوار في جهنم بين ميكافيلي ومونتيسكيو» وتم طبعه لأول مرة في بروكسل عاصمة بلجيكا عام 1864 م. ومن الجدير بالذكر أن مونتيسكيو (1689 م - 1755م) المفكر السياسي الفرنسي كان ينادي بعدم الانفراد في السلطة والفصل بين السلطات التشريعية والتنفيذية والقضائية.
حاول چولى استعمال الرموز والسخرية بصورة غير مباشرة لانتقاد طريقة حكم نابليون الثالث وقام بطبع الكتاب في بلجيكا لأن نقد العائلة المالكة في فرنسا كانت تعتبر جناية يُعاقب عليها القانون ولكن السلطات الفرنسية ألقت القبض على جولي وحكمت عليه بالسجن لمدة 15 شهراً وتم منع الكتيب. استناداً إلى نفس التيار الفكري المشُكك للبروتوكولات فإنه في عام 1868 م أي بعد 4 سنوات من طبع الكتيب المذكور أعلاه قام شخص كان يعتبر ذو أفكار توصف بمعاداة السامية واسمه هيرمان جويدشي (Hermann Goedsche (1815 - 1878 باقتباس جزء من الكتيب المذكور في أحد فصول الكتاب الذي كتبه جويدشي تحت اسم مستعار وهو «جون ريتكلف» Sir John Retcliffe وفي هذا الفصل تحدث ريتكلف عن مجموعة من أحبار اليهود الذين -حسب التقاليد القديمة لليهود- يلتقون مرة كل 100 عام ليضعوا مشاريع وخطط لمستقبل اليهود في العالم.
هناك 24 بروتوكولا يحاول فيه حكماء اليهود حسب كتاب «جون ريتكلف» استغلال غير المنتمين للديانة اليهودية لتحقيق مصالح اليهود في العالم وفي مقدمة الوسائل أو البروتوكولات هي نشر أفكار ليبرالية تدعو إلى حرية الرأي والتعبير وحرية الصحافة بالإضافة إلى نشر أفكار تُشكك من الديانة المسيحية. وحسب البروتوكولات فإن السيطرة على وسائل الإعلام والاقتصاد سوف تؤدي على المدى الطويل إلى ازدياد هيمنة اليهود في العالم وتحاول البروتوكولات إبراز فكرة أن التقاليد المحافظة للكنيسة المسيحية هي ضد التطور والرأسمالية وتظهر البروتوكولات أيضا أن الماسونية بصورة غير مباشرة هي جزء من خطة حكماء اليهود للهيمنة على العالم وأنها سوف تستبدل في النهاية بحكومة يكون فيها للديانة اليهودية اليد العليا. ويتحدث البروتوكولات بصورة مفصلة عن «مملكة» سوف تنشأ في المستقبل وكيفية إدارة هذه المملكة التي يفضل فيها الحكماء ألا يكون الدين فيها مسيطراً بشكل واضح وصريح إنما يلعب دوراً رئيسياً من خلف الستار.
تنقسم البروتوكولات إلى 24 بروتوكول وهي:
- البروتوكول الأول: الفوضى والتحرّريّة والثورات والحروب.
- البروتوكول الثاني: السيطرة على الحكم والتعليم والصحافة.
- البروتوكول الثالث: إسقاط الملكيّة والأرستقراطيّة.
- البروتوكول الرابع: تدمير الدين والسيطرة على التجارة.
- البروتوكول الخامس: تفريغ السياسة من مضمونها.
- البروتوكول السادس: السيطرة على الصناعة والزراعة.
- البروتوكول السابع: إشعال الحروب العالميّة.
- البروتوكول الثامن: تفريغ القوانين من مضامينها.
- البروتوكول التاسع: تدمير الأخلاق ونشر العملاء.
- البروتوكول العاشر: وضع الدساتير المهلهلة
- البروتوكول الحادي عشر: السيطرة العالمية.
- البروتوكول الثاني عشر: السيطرة على النشر.
- البروتوكول الثالث عشر: تغييب وعي الجماهير.
- البروتوكول الرابع عشر: نشر الإلحاد والأدب المرضي.
- البروتوكول الخامس عشر: الانقلابات والخلايا السرّيّة.
- البروتوكول السادس عشر: إفساد التعليم.
- البروتوكول السابع عشر: تحطيم السلطة الدينيّة.
- البروتوكول الثامن عشر: تدابير الدفاع السري.
- البروتوكول التاسع عشر: إشاعة التمرّد.
- البروتوكول العشرون: إغراق الدول في الديون.
- البروتوكول الحادي والعشرون: إغراق الدول بالقروض الداخليّة.
- البروتوكول الثاني والعشرون: الذهب.
- البروتوكول الثالث والعشرون: البطالة.
- البروتوكول الرابع والعشرون: سيطرة اليهود.

## بين التصديق والإنكار
كَشفت دراسة أن موضوع هذا النص وهمى: «البروتوكولات ما هي إلا انتحال سيئ لكتاب» حوار في الجحيم بين ميكافيل ومونتسكيو «الذي نُشِرَ في بروكسل عام 1864 م والذي يُدين نابليون بونابرت»، «يصبح الخداع واضحاً من خلال مُقارنة بسيطة بين نص الكتاب ونص البروتوكولات» هذا ما وضحه بيار شارل الكاهن اليسوعي من خلال دراساته للنقد والماقرنة. حقيقة هذه البروتوكولات لم تظهر إلا في أواخر القرن العشرين على يد «ميخائيل ليبيخين» مؤرخ للأدب الروسي فضلاً عن فتح جميع وثائق الاتحاد السوفيتى عام 1992 م، فقد كَشَفَت تلك الوثائق العديد من التزويرات آنذاك، فتمضى وجهة النظر اليهودية لتقول أن خلال حكم ستالين قامت وسائل الدعاية السوفيتية المعادية لليهود باستخدام هذه البروتوكولات لكى تُثير مشاعر الكراهية ضد اليهود. بينما كَتَبَ ونَشَرَ هنري رولين وهو عضو في جهاز المخابرات الفرنسية كتاباً عام 1939 م بعنوان «نهاية العالم في عصرنا»، كان هذا الكتاب أول دراسة جوهرية للوثيقة الوهمية الشهيرة والمعروفة باسم «بروتوكولات حكماء صهيون»، في هذا الكتاب حاول رولين تكوين البروتوكولات ومعرفة مصدرها وذلك بحُكم عمله في المخابرات السرية الفرنسية ومستعيناً بإطلاعه على العديد من الوثائق الغير منشورة لإستكمال تحقيقه. ثم تم استخدام ذلك الكتاب من قِبَل التيارات الموالية للقيصرية ثم من قِبَل الفاشية والنازية. وتم إعادة نشر هذا الكتاب عام 2005 م من قِبَل طبعات أليا.
في سويسرا، خلال محاكمة برن بين عامى 1933 م و1935 م اعتُمِدَت زيف البروتوكولات من قِبَل القاضى. فقد اكتُشِفَت بنية النص المُزَوَر وبالتالى المُزَوِر ثم تحديد أسباب التزوير. فلم تعد هناك أي شكوك حول صحة وطبيعة هذه الوثائق. استمرت بعض الأحزاب أو المجموعات وحتى رؤس النظام في بعض الدول في ذكر والتحدث عن بروتوكولات حكماء صهيون كدليل لايُدَحض على وجود مؤامرة يهودية دولية. ومع ذلك هناك إجماع على هذا التزوير من قبل العديد من المؤرخين.

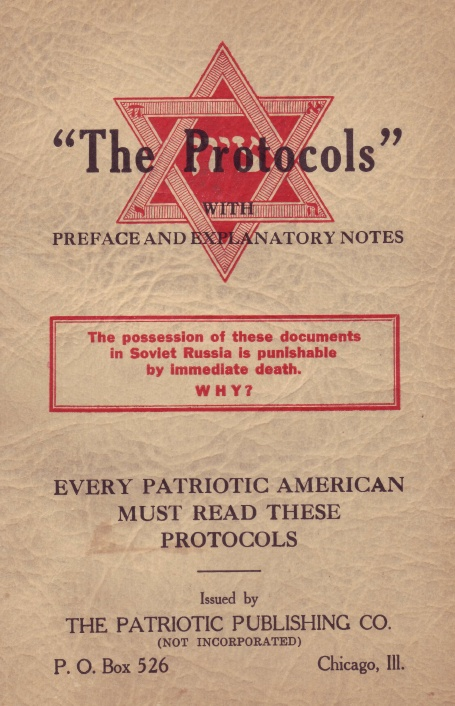
غلاف طبعة أمريكية من البروتوكولات صدرت عام 1934م عن دار النشر الوطنية في شيكاغو. يُشير هذا الغلاف إلى أن حيازة هذه الوثائق تُعاقَب بالإعدام الفوري في روسيا السوفيتية.

وكثرت الاقاويل حول البروتوكولات ومدى صحتها ومصدرها فظهرت وجهة نظر أخرى تشير بأن البروتوكولات هي جزء من نظرية المؤامرة ومعاداة السامية ومعاداة الصهيونية وأن البروتوكولات في الأساس تم نشرها والدعاية لها من قِبل الشيوعيين المعارضين لحكومة الإمبراطورية الروسية حيث بَدأت بعد الثورة البلشفية عام 1917 م وعلى يد البلاشفة نشر أفكار مُفادها أن اليهود يحاولون السيطرة على العالم.
من وجهة نظر التيار المقتنع بأن البروتوكولات حقيقية فإن الجدل الرئيسي ليست عما إذا كانت البروتوكولات مُزورة أو مُقتبسة أو مُحرفة من عمل أدبي تم كتابته في القرن الثامن عشر، النقطة الرئيسية التي يحاول هذا التيار إبرازه هو انه وبغض النظر عن نظريات المؤامرة المُتعددة والمُتشابكة والتي يصعب في بعض الأحيان على الأنسان البسيط غربلته وفهمه فإن هناك باعتقادهم نوع من الهيمنة لشخصيات يهودية على وسائل الإعلام والاقتصاد والسياسة وعما إذا كانت هذه الهيمنة قد تحققت بصورة عشوائية أو عن طريق حملة تدريجية مُنظمة فهذا لايغير من الواقع الحالي شيئاً وهذا الواقع وحسب رأي هذا التيار يَشهد نفوذاً كبيراً لأشخاص محسوبين على الديانة اليهودية بغض النظر عن مدى تمسك هؤلاء الأشخاص بالتعاليم الدينية اليهودية.
على الصعيد السياسي هناك نوع من القناعة لدى البعض بأن اليهود مُهيمنون بطريقة أو بأخرى على عملية صُنع القرار السياسي في العديد من دول العالم ففي ماليزيا صرح رئيس الوزراء مهاتير محمد «نحن المسلمون اقوياء لايمكن لأكثر من مليار مسلم أن يتم محوهم من الوجود بسهولة لقد قتل الأوروبيون 6 ملايين من مجموع 12 مليون يهودي ولكن اليوم فإن اليهود يحكمون العالم ويجعلون الآخرين يقاتلون ويموتون من أجلهم». وفي ديسمبر 2003 كتب الصحفي شريف حتاته في جريدة الأهرام «أن الرئيس الأمريكي جورج و. بوش استطاع أن يجمع 200 مليون دولار لحملته الأنتخابية لعام 2004 وأن معظم هذه الأموال قد أتت من اللوبي الصهيوني».

## إصدارات مشابهة
بروتوكولات حكماء صهيون، أو بصورة اعمّ اسطورة المؤامرة اليهودية يعود اصلها الأدبى إلى رواية-مسلسلة فرنسية من القرن التاسع عشر للكاتب أوجين سو، وفقاً لما قاله امبرتو إكو: «ان البروتوكولات تكشف عن اصلها الخيالى لانها غير قابلة للتصديق الا في قصص سو التي كان يعبر فيها» الأشرار«بطريقة ملحوظة ووقحة عن مؤامراتهم وخططتهم... نحن لدينا طموح بلا حدود، وطمع شديد، نحن نستبسل ونتقاتل نحو انتقام قاسى وصارم وبذلك نحترق من شدة الكراهية».
اما عن النماذج الادبية التي تتضمن البروتوكولات:
- كتيب «مكافحة الفكر البونابارتى» للكاتب موريس چولى والذي نُقِلَ بواسطة جولوفنسكى
- مؤامرة يسوعية للسيد رودان في رواية تحت عنوان اليهودي المتنقل ورواية آخرى بعنوان أسرار باريس للكاتب أوجين سو.
- ونموذج ادبى آخر اجتماع بين كاجليوسترو[26] (مغامر ايطالى من القرن الثامن عشر) والمتنورون لتدبير المؤامرة الماسونية «صفقة قلادة الملكة» (و هي عملية سطو وسرقة والتي قد نَتَجَ عنها الاضرار بسمعة الملكةماري أنطوانيت) وذلك في رواية بعنوان جوزيف بالسامو للكاتب ألكسندر دوما.
- في عام 1868 م قام المؤالف الامانى هيرمان جويدشي بنشر رواية تحت اسم مستعار «سيد جون روتسليف» ببلدة بياريتز الفرنسية، حيث انتحل مؤلفات ألكسندر دوما معلناً خطة لغزو العالم للممثلين الاثنى عشر لبنو إسرائيل المتجمعون في المقبرة اليهودية القديمة فيبراغ المقبرة اليهودية القديمة في براغ

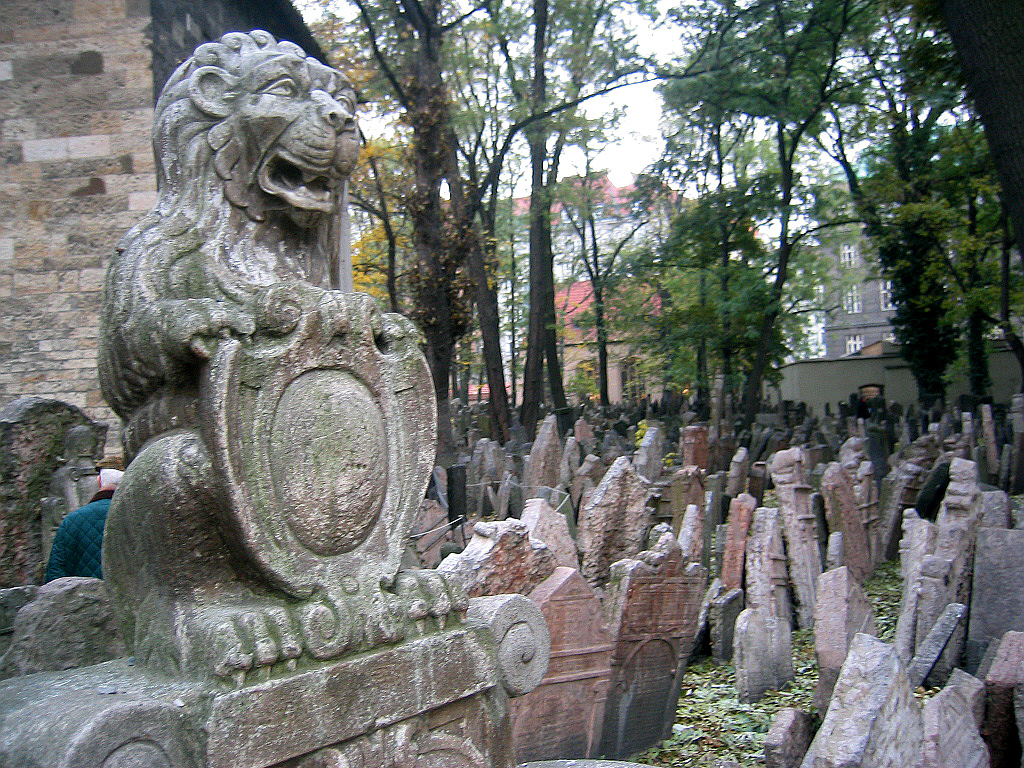
المقبرة اليهودية القديمة في براغ

- وفي عام 1873 م تم إعادة صياغة تلك الرواية في كُتَيِب روسي تحت عنوان «اليهود، سادة العالم» وعُرِضَت فيها المؤامرات اليهودية كحقيقة مزمنة.
- وفي عام 1881 م قامت بنشر تلك البروتوكولات جريدة «المعاصرة» الروسية والمنقول عن الديبلوماسى الانجليزى «سيد جون رادكليف».

اختلطت «الخطة اليسوعية» للكاتب سو بالمؤامرة الماسونية للكاتب ألكسندر دوما وبعد ذلك تم منحها من قبل جولى إلى نابليون الثالث وبذلك تشكلت فكرة المؤامرة اليهودية وتم تكرارها واعادة صياغتها في اشكال مختلفة.

وفقاً لجاك هالبرون مؤرخ في علم التنجيم قرر ذكر إنه في اواخر عام 1880 م كان المسرح يدعو لمكافحة التلمودية وذلك بسبب ترجمة روايات الكاتب الالمانى أوجست رولينج إلى اللغة الفرنسية.
إن البروتوكولات هي محاولة لأعداد التلمود العلمانى - ومن ثَم استخدام حكلمة «حكماء» لها دلالات تلمودية - لتشمل اليهود غير المتدينين في مجال مكافحة اليهود.

و منذ بداية تكوين ذلك التلمود الوهمى والكاذب ظهرت من ناحية أخرى مكافحة جديدة «مكافحة التلمودية». 

و بذلك أصبح رولينج إذا مصدراً مباشراً أو غير مباشراً للبروتوكولات، والتي اعتمد في محتواها على الانتحال من الكاتب چولى

جولوڨينسكي كان معروفاً ومتميزاً بسياقه المعادى للتلمودية الباريسية حيث انه نشر في أوائل عام 1890 م صياغة هذه البروتوكولات.

## البروتوكولات والعالم العربي
صدرت أول ترجمة عربية للبروتوكولات على يد محمد خليفة التونسي بعنوان "أخطر كتاب في العالم" حسبما نشرت مجلة روزا اليوسف في عددها 1211 الصادر في 2 أغسطس 1951 وطبعته مكتبة دار الكتاب العربى عام 1951.
في عام 2002 أُثيرت ضجة أعلامية وسياسية حول المسلسل المصري «فارس بلا جواد» حيث قالت خارجية الولايات المتحدة إن دبلوماسيين من سفارتها في القاهرة سوف يتابعون المسلسل يومياً لمعرفة إن كان يحتوي على مواد معادية للسامية وسوف تحتج لدى السلطات المصرية إن حدث ذلك وكان تدخُل الولايات المتحدة بالموضوع تحت ضغوط من رابطة مكافحة التشهير اليهودية التي وصفت المسلسل حتى قبل أن يتم عرضه بأنه «آخر مظاهر التحريض على معاداة السامية في الإعلام المصري.» وقد صرح الفنان محمد صبحي الذي قام بدور البطولة إنه يقر بأن البروتوكولات مُفبركة لكن بعض اليهود لا يزالون يتبعون المبادئ الصهيونية.
لكن الكاتب والمفكر المصري عبد الوهاب المسيري وقتها علق على ذلك في مقابلة مع وكالة رويترز أن بروتوكولات حكماء صهيون التي يتناولها هذا المسلسل زائفة مضللة والإصرار على نسبتها لليهود لا يخدم القضية العربية ووصفها بأنها "كلام ساذج يخلو من أية آلية لتنفيذه"، وأوضح المسيري أن قضية كراهية اليهود تخدم الصهيونية نفسها.

وقد سبق لعبد الوهاب المسيري أن نشر في مقدمة كتابه "البروتوكولات واليهودية والصهيونية:
يتخيل البعض أن كره اليهود والتشهير بهم وإظهار شرورهم الحقيقية أو المتخيلة هي انجع طريقة لمحاربة الصهيونية، وعليه يتصورون أن ترويج لوثيقة مثل بروتوكولات حكماء صهيون جزء من التصدي للصهيونية، ولذا فهم يخلعون عليها هالة من الأهمية ويحيطونها بكثير من الرهبة باعتبار أنها تشكل مفتاحاً لفهم الشخصية اليهودية والمشروعات الصهيونية.
ويرى في كتابه ان البروتوكولات وثيقة مزيفة وأنها تصب في خندق الصهيونية.
في نوفمبر 2003 قامت مكتبة الإسكندرية في مصر بعرض أقدم نسخة مُترجمة إلى العربية من البروتوكولات بجانب الكتاب المقدس اليهودي التوراة وأثار هذا ردود فعل معارضة من قبل اليهود ولكن مدير قسم المخطوطات بالمكتبة يوسف زيدان قال "بالنسبة لأتباع الفكر الصهيوني فإن هذه البروتوكولات تعتبر أكثر أهمية من التوراة الذي يعتبره اليهود كتابهم المقدس.
في السعودية تتضمن مادة التاريخ التي تدرس في المدارس أشارات إلى أن البروتوكولات هي «وثائق سرية» ومن المحتمل أنه «تم اقرارها في المؤتمر العالمي الأول للصهيونية في بازل» وأن اليهود «يحاولون إنكارها» وحسب المنهج الدراسي فان أفضل دليل على كون البروتوكولات حقيقية هي «التأمل في مجريات التاريخ خلال القرن الماضي» حيث تعتبر التغييرات السياسية والجغرافية والاقتصادية والأعلامية التي حدثت لليهود مطابقة لما ورد في البروتوكولات.
في لبنان قام تلفزيون المنار الذي يشرف عليه حزب الله بعرض مسلسلة "الشتات" في أكتوبر ونوفمبر عام 2003 وكان المسلسل متمحوراً حول "هيمنة اليهود على العالم" في إشارة صريحة إلى بروتوكولات حكماء صهيون. وفي فلسطين يضم الميثاق الرئيسي لحركة حماس إشارة واضحة إلى ماتعتبره الحركة محاولة الحركة الصهيونية تنفيذ بنود بروتوكولات حكماء صهيون. وفي مقابلة تلفزيونية مع مفتي القدس عكرمة سعيد صبري في 20 فبراير 2005 "إن من يقرأ بروتوكولات حكماء صهيون يرى بوضوح إن هدف هذه البروتوكولات هو خلق فوضى لتهديد أمن واستقرار العالم.

## الأدلة
الأدلة التي تُثبت صحة البروتوكولات تتمحور حول التنبؤات عن الأحداث التي تحققت، مثل سيطرة اليهود على الاقتصاد العالمي بالإشارة إلى مصرفيين يهود مثل روتشيلد. ونشر الفساد الأخلاقي من خلال الإعلام والسينما. وإشعال الحروب العالمية لإضعاف الأمم الأخرى. وتشابه بعض بنود البروتوكولات مع سياسات حقيقية لبعض النخب الحاكمة مثل التحكم في الإعلام.
كذلك مقولات شخصيات يهودية مثل هرتزل أو ماركس و زعماء صهاينة لتأكيد المؤامرة. كما أن هتلر وجهاز مخابراته وآخرون كانوا يؤمن بها.
المصادر التي يستند إليها المؤمنون بالمؤامرة:
- وثيقة "البروتوكولات" نفسها، مترجمة بعدة لغات.
- "اليهودية الدولية" لهنري فورد.
- خطابات ومقولات زعماء تاريخيين مثل هتلر وغوبلز عن الخطر اليهودي، وقد تحقق.
- أفلام ووثائقيات مثل "اليهودي الأبدي" إنتاج عام 1940، وبعض مواد الإنترنت الحديثة.

## وصلات خارجية
- بروتوكولات حكماء صهيون على موقع الموسوعة البريطانية (الإنجليزية)
- بروتوكولات حكماء صهيون - أكذوبة أم حقيقة؟
- مناظرة حول البروتوكولات بين عبد الوهاب المسيري وبهاء الأمير على قناة المجد.